# 1593
Évszázadok: 15. század – 16. század – 17. század
Évtizedek: 1540-es évek – 1550-es évek – 1560-as évek – 1570-es évek – 1580-as évek – 1590-es évek – 1600-as évek – 1610-es évek – 1620-as évek – 1630-as évek – 1640-es évek
Évek: 1588 – 1589 – 1590 – 1591 –  1592 – 1593 – 1594 – 1595 – 1596 – 1597 – 1598

## Események

### Határozott dátumú események
- június 22. – A horvát és császári erőkből álló keresztény sereg Sziszeknél nagy győzelmet arat Hasszán boszniai pasa török serege felett. (A harcban a boszniai pasa is elesett.)[1]
- július 25. – A hugenotta III. Henrik navarrai király – miután „beszállt” a francia trónért folytatott harcba – áttér a katolikus vallásra.[2]
- október 6. – Szinán nagyvezír elfoglalja Veszprémet.[3]
- október 10. – Szinán nagyvezír elfoglalja Palotát.[3]
- november 3. – Pákozdnál a császári sereg győzelmet arat a török felett.[4]
- november 11. – A Christoph Tieffenbach kassai főkapitány vezette felső-magyarországi hadak ostrom alá veszik Fülek várát. (Miután Romhánynál szétverték a felmentő török segélyhadakat,[1] valamint az ostromlók szétlőtték a vár vízellátását biztosító vezetékeket a felső vár közel ezerfős török őrsége szabad elvonulás fejében november 27-én feladta a várat.)[5]

## Születések
- április 3. – George Herbert walesi költő, szónok († 1633)
- június 8. – I. Rákóczi György erdélyi fejedelem († 1648)
- július 8. – Artemisia Gentileschi olasz festőnő († 1653)
- szeptember 22. – Matthäus Merian svájci születésű metszetkészítő, térképész († 1650)

## Halálozások
- május 30. – Christopher Marlowe angol drámaíró (* 1564)